# Ellen O'Neal
Pour les articles homonymes, voir O'Neal.
 (août 2023).
Ellen O'Neal (née en 1959 en Californie, et morte en octobre 2020 à 61 ans, mariée Deason) est une américaine, pionnière du skateboard. Dans les années 1970, elle était « l'une des figures de proue du skate féminin ». Surnommée la « Godmother of skateboarding » (« marraine du skate »), elle faisait partie du Skateboarding Hall of Fame depuis 2014,.
Elle avait terminé 3e et 2e aux Championnats du monde, respectivement en 1976 et 1977, derrière Ellen Berryman. Elle était aussi sponsorisé par Gordon & Smith, Bennett Trucks ou encore Vans,.
Elle fait une apparition dans le film Skateboard (en) (1978), aux côtés de Leif Garrett et Tony Alva notamment,, ainsi que la doublure de Lynda Carter dans un épisode de Wonder Woman.